# Hans Pflug
Hans Pflug (* 8. März 1900 in Wiesbaden; † 24. September 1952 in Immenstadt) war ein deutscher Historiker, Journalist und Hochschullehrer.
Der Sohn eines Malermeisters besuchte Schulen in Wiesbaden und Bad Kissingen. Im Frühjahr 1918 wurde er zum Kriegshilfsdienst eingezogen bis Dezember 1918, im März 1919 war er Kanonier im Freikorps Epp. Danach besuchte er einen Sonderkurs zum Abschluss des Abiturs am 15. Dezember 1919. Pflug studierte in Würzburg, Berlin und Marburg Germanistik und Geschichte. Im Jahr 1925 wurde er dort bei Rudolf Häpke promoviert mit einer Dissertation über die Entstehung des Sozialismus. Seit 1924 leitete er die Volkshochschule Kassel, wurde dann Mitarbeiter der Sozialen Arbeitsgemeinschaft Berlin-Ost (Friedrich-Siegmund Schultze) und Leiter des Seminars für Volksbildungswesen an der Universität Leipzig (unter Theodor Litt). Er gehörte dem Hohenrodter Bund an. 1931 wurde er Dozent für Geschichte und Staatsbürgerkunde an der Pädagogischen Akademie Dortmund. Als Journalist war er zugleich tätig für die jungkonservative Monatszeitschrift «Die Tat» und im Beirat der Zeitschrift Neue Blätter für den Sozialismus um Adolf Reichwein und Fritz Klatt. Im April 1933 wurde er aus politischen Gründen beurlaubt und im November 1933 aus dem Staatsdienst entlassen. Seitdem lebte er als freier Schriftsteller und Publizist. So schrieb er ab 1941 für die Zeitschrift Weiße Blätter. Pflug diente im Zweiten Weltkrieg als Soldat.
Nach dem Krieg wurde er 1946 von Oskar Hammelsbeck als Professor für Geschichte und Länderkunde an die Pädagogische Akademie Wuppertal berufen. Im Mai 1949 zeichnete er den Gründungsaufruf des Verbandes der Geschichtslehrer Deutschlands mit.

## Schriften
- Die Entstehung des Sozialismus in Deutschland und die französische Revolution. Ihre Beurteilung durch Ferdinand Lassalle, Karl Marx und Friedrich Engels, Marburg 1924 [=Dissertation]
- Deutschland : Landschaft, Volkstum, Kultur: ein Handbuch, Reclam, Leipzig 1937
- Die deutschen Reichsautobahnen, Berlin 1940
- Deutschland – das Herz Europas, Leipzig 1943
- Deutsche Städtebilder, Leipzig, 1942

## Einzelbelege
1. ↑  „Die Entstehung und politische Bedeutung der «Neuen Blätter für den Sozialismus» und ihres Freundeskreises“ VjZG 1977 Heft 3

| Personendaten    | Personendaten                                        |
| ---------------- | ---------------------------------------------------- |
| NAME             | Pflug, Hans                                          |
| KURZBESCHREIBUNG | deutscher Historiker, Journalist und Hochschullehrer |
| GEBURTSDATUM     | 8. März 1900                                         |
| GEBURTSORT       | Wiesbaden                                            |
| STERBEDATUM      | 24. September 1952                                   |
| STERBEORT        | Immenstadt im Allgäu                                 |